# Burnupia edwardiana
Burnupia edwardiana е вид коремоного от семейство Planorbidae.

## Разпространение
Видът е разпространен в Демократична република Конго и Уганда.